# Conte di Dundonald
Conte di Dundonald è un titolo della Parìa di Scozia creato nel 1669 per William Cochrane, I conte di Dundonald.

## Storia

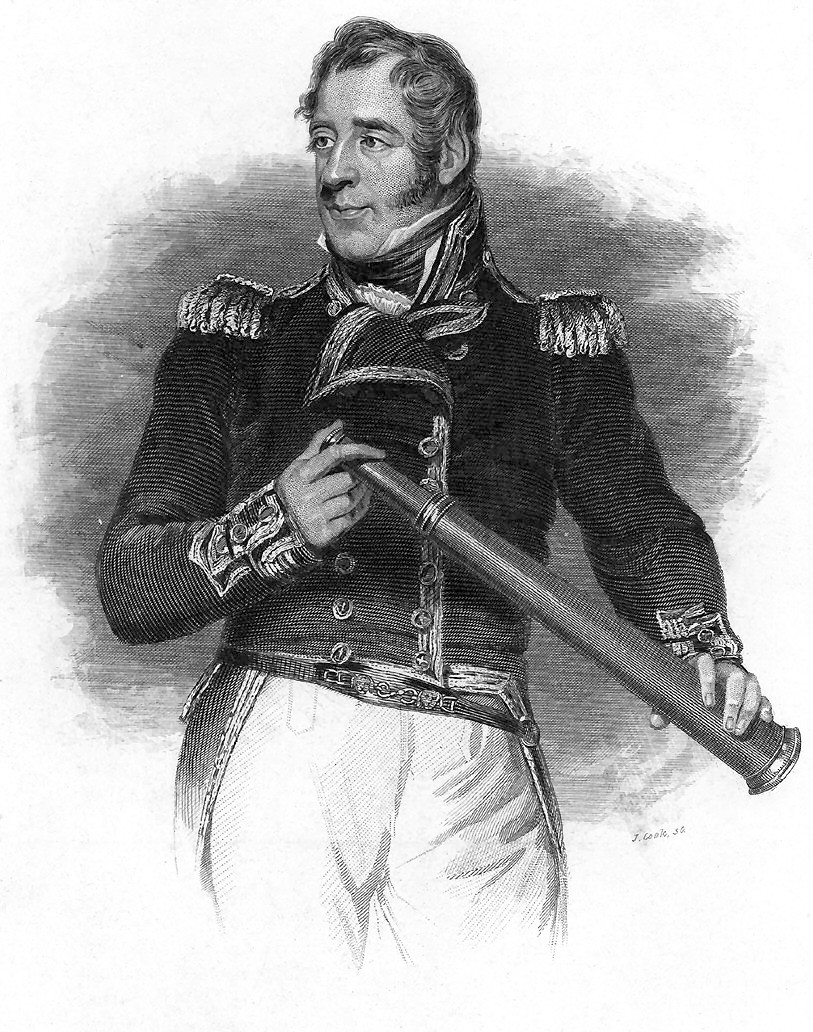
L'ammiraglio Thomas Cochrane, X conte di Dundonald, GCB, I marchese di Maranhão. Noto comandante militare, combatté durante le Guerre napoleoniche, ispirando personaggi della letteratura come Horatio Hornblower e Jack Aubrey.

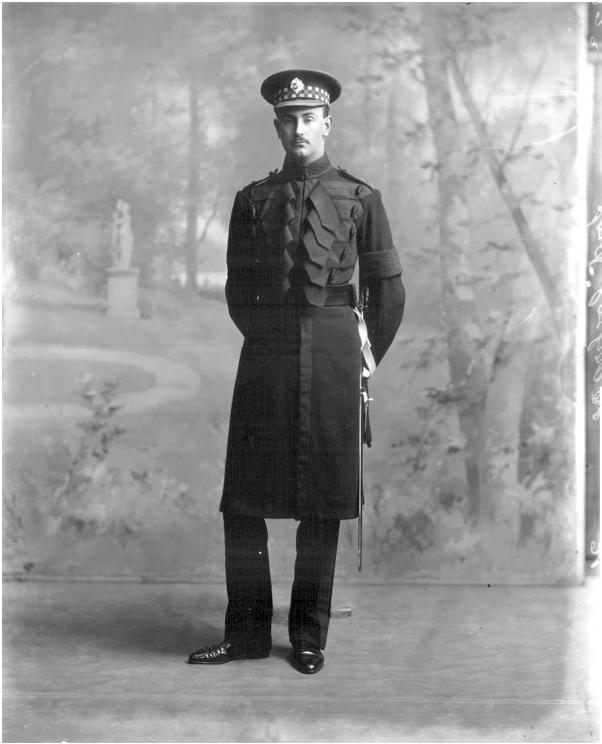
Thomas Hesketh Douglas Blair Cochrane, XIII conte di Dundonald

Il titolo venne creato nel 1669 per il militare e politico scozzese William Cochrane, I lord Cochrane di Dundonald, assieme al titolo sussidiario di Lord Cochrane of Paisley e Ochiltree, con possibilità di concessione agli eredi maschi in primo grado, ed in seconda istanza agli eredi femmine purché i discendessi assumessero anche il cognome di Cochrane. Nel 1647 egli era già stato creato Lord Cochrane di Dundonald nella Parìa di Scozia, con passaggio attraverso gli eredi maschi.
Il primo conte venne succeduto da suo nipote John Cochrane, il II conte (m. 1690). Egli era il figlio di William Cochrane, Lord Cochrane (m. 1679), figlio primogenito del I conte. Il II conte fu membro dello Scottish Privy Council. Alla sua morte i suoi titoli passarono al figlio primogenito William Cochrane, il III conte (m. 1705). Egli morì senza essersi sposato ed in giovane età e venne succeduto dal suo fratello minore John Cochrane, il IV conte (m. 1720). Egli sedette nella Camera dei Lords come pari di Scozia dal 1713 al 1715. Quando morì i suoi titoli passarono a suo figlio William Cochrane, il V conte (m. 1725). Questi morì senza essersi mai sposato all'età di 16 anni.
Alla sua morte la linea discendente dal II conte si estinse ed i titoli passarono al suo primo cugino, Thomas Cochrane, il VI conte (m. 1737). Egli era figlio di William Cochrane (m. 1717), figlio secondogenito del già menzionato William Cochrane, Lord Cochrane (m. 1679), figlio primogenito del I conte. Questi venne succeduto da suo figlio William Cochrane, il VII conte (m. 1758). Questi combatté nella Guerra dei Sette anni e venne ucciso durante la Battaglia di Louisbourg il 9 luglio 1758.
Alla morte del VII conte questa linea della famiglia si estinse ed i titoli passarono al loro cugino di secondo grado, Thomas Cochrane, l'VIII conte (m. 1778). Egli era nipote del colonnello sir John Cochrane (m. 1707), figlio secondogenito del I conte. Prima di divenire l'VIII conte, questi sedette come membro del parlamento per lo schieramento dei Whig nella costituente di Renfrewshire tra il 1722 ed il 1727. Dopo la sua morte, il titolo passò a suo figlio Archibald Cochrane, il IX conte (m. 1831).
Il IX conte fu uno scienziato ed inventore, trovando il modo per estrarre a livello industriale il catrame di carbone; i suoi studi furono alla base del lavoro di William Murdoch per inventare l'illuminazione a gas negli anni '90 del Settecento. Ad ogni modo le sue invenzioni non lo arricchirono particolarmente e addirittura per sostenere le sue ricerche egli fu costretto a vendere molte proprietà di famiglia morendo a Parigi nel 1831 pieno di debiti. I titoli passarono poi a suo figlio Thomas Cochrane, il X conte (m. 1860).
Il X conte fu un noto comandante della marina militare inglese, combattendo durante le Guerre napoleoniche. Prima di ereditare i titoli nobiliari dal padre, egli fu membro del parlamento del Regno Unito, dovendo poi abbandonare gli incarichi perché imprigionato per una falsa accusa di frode. Dopo la sua liberazione collaborò con le marine del Cile, del Perù, del Brasile e della Grecia, aiutandone lo sviluppo. Nel 1824, il X conte venne creato Marchese di Maranhão (Marquês do Maranhão) nella Nobiltà brasiliana, su nomina dell'imperatore Pietro I del Brasile. Tali titoli ad ogni modo non furono ereditari. Nel 1832 venne reinserito nella Royal Navy. Alla sua morte venne succeduto da suo figlio Thomas Cochrane, l'XI conte (m. 1885).
L'XI conte sedette nella Camera dei Lords come rappresentante per la Scozia dal 1879 al  1885. Alla sua morte i suoi titoli passarono al figlio primogenito Douglas Cochrane, XII conte (m. 1935). Questi entrò nelle Life Guards, fu tenente generale e rappresentante parlamentare della Scozia dal 1886 al 1922, nonché comandante generale delle forze canadesi. Quando morì i titoli passarono a suo figlio Thomas Hesketh Cochrane, il XIII conte (m. 1958).

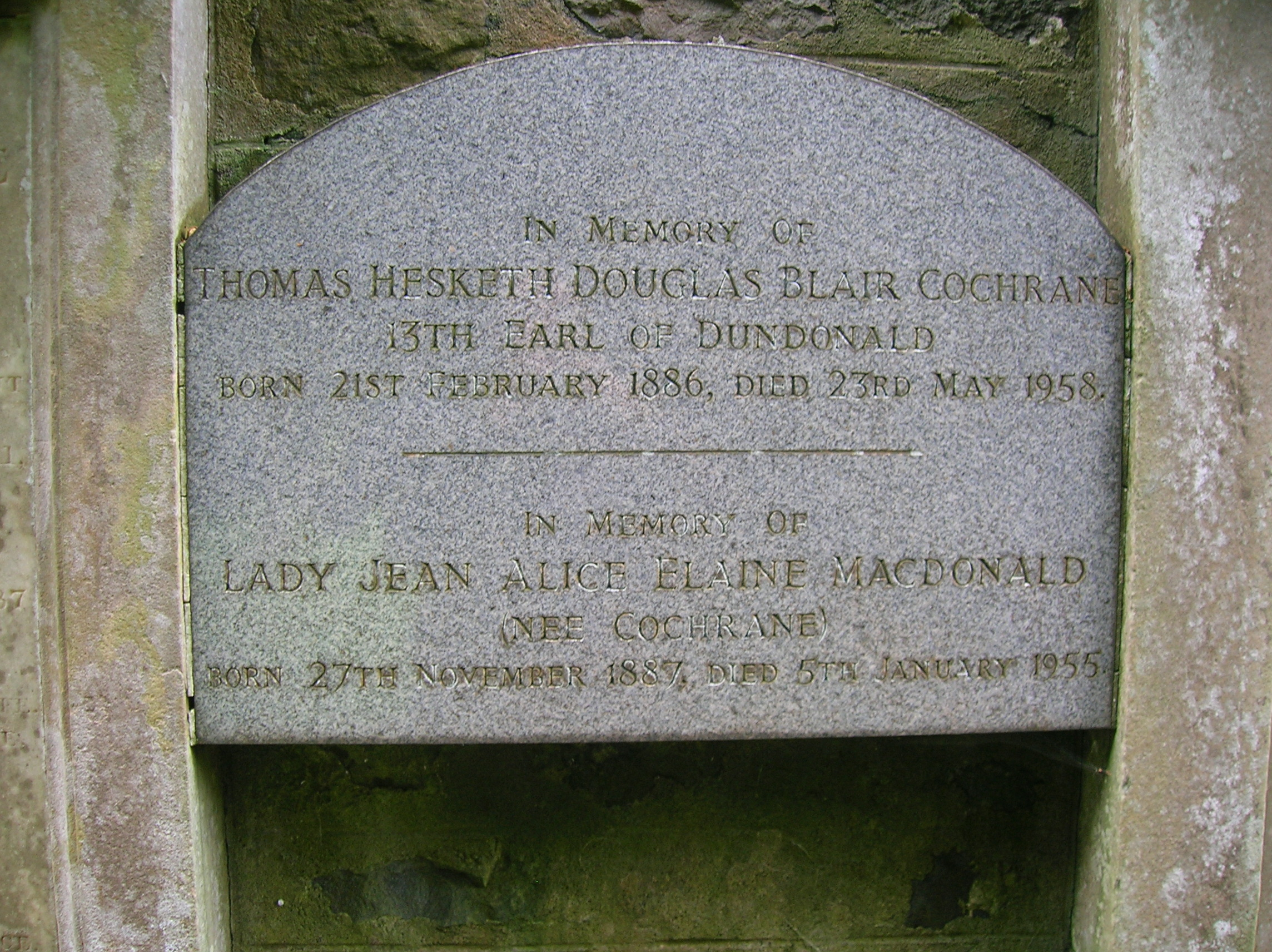
Memoriale del XIII conte nella chiesa parrocchiale di Dundonald.

Questi fu rappresentante parlamentare della Scozia alla camera dei Lords dal 1941 al 1955. Non si sposò mai e venne succeduto da suo nipote Ian Douglas Cochrane, il XIV conte (m. 1986). Egli era figlio di Douglas Robert Hesketh Roger Cochrane, figlio secondogenito del dodicesimo conte. Il XIV conte fu maggiore dei Black Watch. Alla morte di questi venne succeduto da suo figlio Ian Alexander Cochrane, il XV conte, nel 1986, il quale ricopre attualmente anche il ruolo di capo del Clan Cochrane.

## Conti di Dundonald (1669)
- William Cochrane, I conte di Dundonald (m. 1685)
- John Cochrane, II conte di Dundonald (c. 1660–1690)
- William Cochrane, III conte di Dundonald (1686–1705)
- John Cochrane, IV conte di Dundonald (1687–1720)
- William Cochrane, V conte di Dundonald (1708–1725)
- Thomas Cochrane, VI conte di Dundonald (1702–1737)
- William Cochrane, VII conte di Dundonald (1729–1758)
- Thomas Cochrane, VIII conte di Dundonald  (1691–1778)
- Archibald Cochrane, IX conte di Dundonald (1749–1831)
- Thomas Cochrane, X conte di Dundonald, marchese di Maranhão (1775–1860)
- Thomas Barnes Cochrane, XI conte di Dundonald (1814–1885)
- Douglas Mackinnon Baillie Hamilton Cochrane, XII conte di Dundonald (1852–1935)
- Thomas Hesketh Douglas Blair Cochrane, XIII conte di Dundonald (1886–1958)
- Iain Douglas Leonard Cochrane, XIV conte di Dundonald (1918–1986)
- Iain Alexander Douglas Blair Cochrane, XV conte di Dundonald (n. 1961)

L'erede apparente è il figlio primogenito dell'attuale detentore del titolo, Archibald Iain Thomas Blair Cochrane, Lord Cochrane (n. 1991).